# Lunnøy
Lunnøy est une île norvégienne dans le comté de Hordaland. Elle appartient administrativement à Austevoll.

## Géographie
Rocheuse et couverte d'une légère végétation, elle s'étend sur environ 1,4 km de longueur pour une largeur approximative de 846 m. Elle compte quelques habitations, un port et une piste aménagée. 